# في الظلام الحارق (مسرحية)
في الظلام الحارق (بالإسبانية: En la ardiente oscuridad)‏ مسرحية للكاتب الإسباني أنطونيو بويرو باييخو كتبها عام1947، فيما تم عرضها في مسرح ماريا جيريرو في الأول من ديسمبر عام 1950. وحصل باييخو بمسرحيته حكاية سلم على المركز الأول في مسابقة جائزة لوبى دى بيجا، فيما جاءت مسرحيته في الظلام الحارق على المركز الثاني. وتمت معالجة المسرحية سينمائيا في فيلم في الظلام الحارق على يد المخرج دانيال تينايري عام 1958. وتتكون المسرحية من ثلاثة فصول.

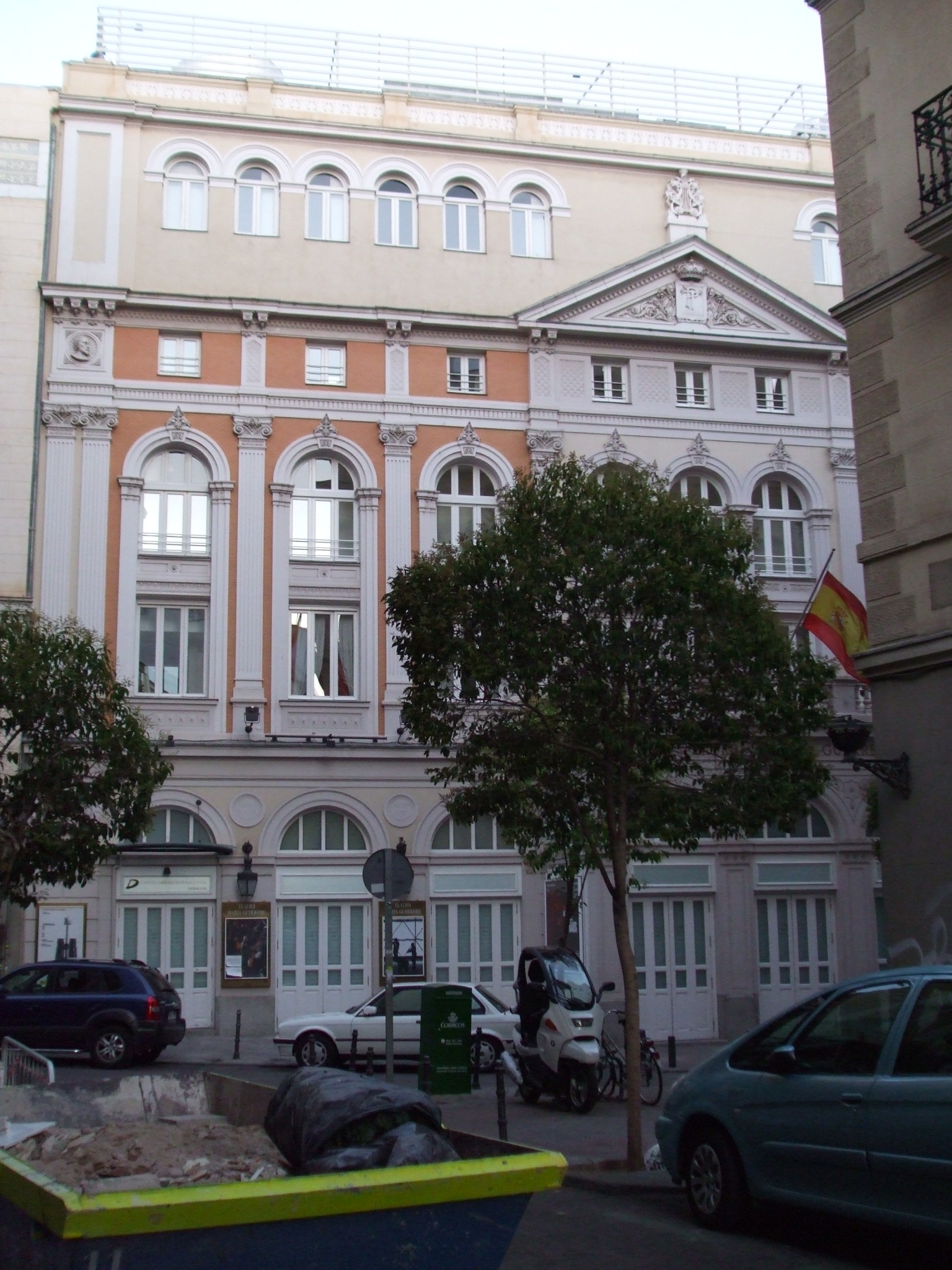
مسرح ماريا جيريرو من الخارج

## عن الكاتب
أنطونيو بويرو باييخو كاتب مسرحي، ولد في غوادالاخارا 29 سبتمبر عام 1916، وتوفي في 22 أبريل عام 2000. وحصل باييخو على جائزة ثيربانتس عام 1986.